# La Grulla
La Grulla è una città della contea di Starr, Texas, Stati Uniti.

## Geografia fisica
Secondo lo United States Census Bureau, ha un'area totale di 0,9 mi² (2,33 km²).

## Storia
La Grulla fu fondata negli anni 1780 dai pionieri spagnoli.

## Società

### Evoluzione demografica
Secondo il censimento del 2010, la popolazione era di 1 622 abitanti.

### Etnie e minoranze straniere
Secondo il censimento del 2010, la composizione etnica della città era formata dal 96,6% di bianchi, lo 0,2% di afroamericani, lo 0,1% di nativi americani, lo 0,1% di asiatici, lo 0,0% di oceanici, il 2,6% di altre razze, e lo 0,4% di due o più etnie. Ispanici o latinos di qualunque razza erano il 98,1% della popolazione.